# Muggins

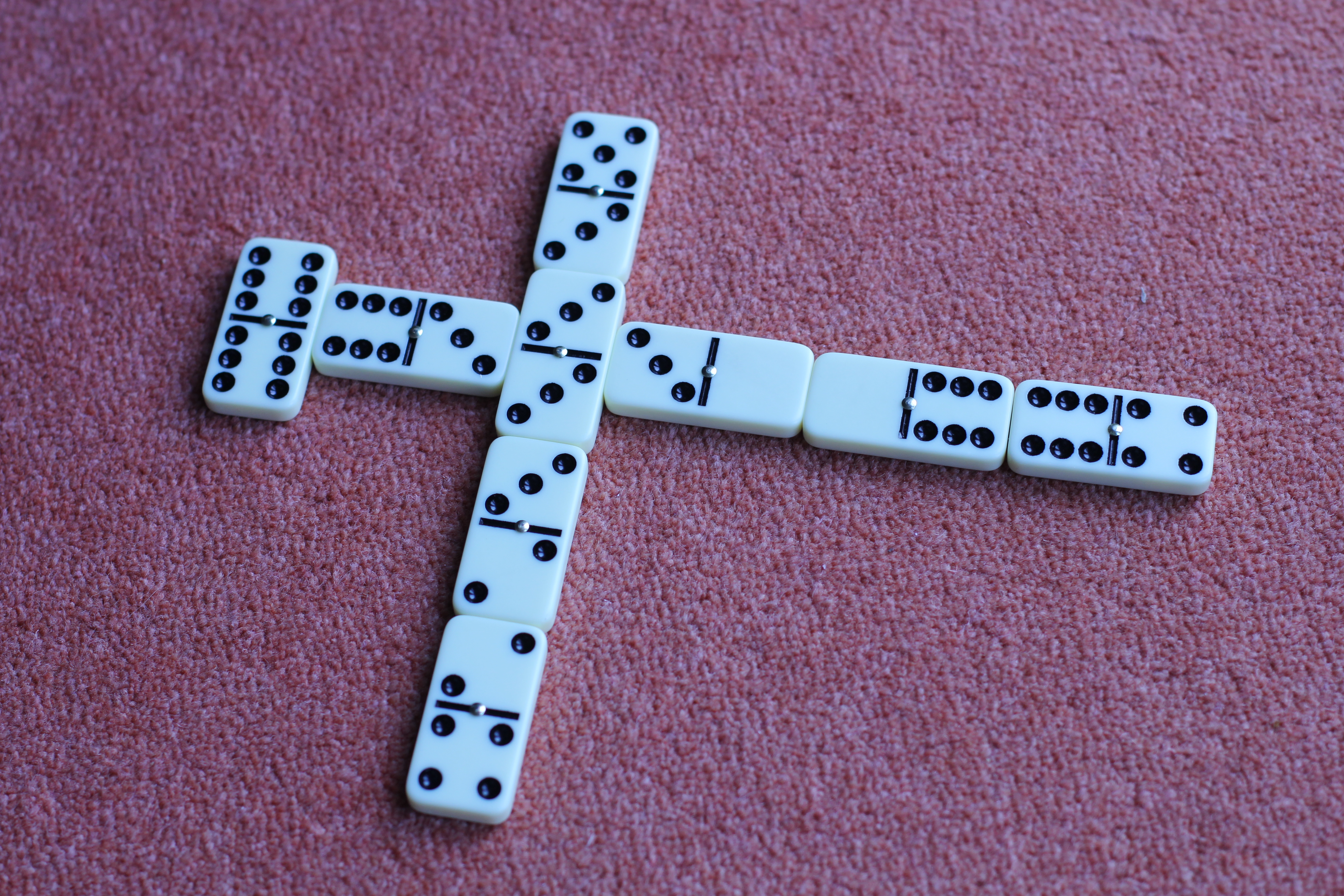
Um jogo de Sniff em andamento. O sniff é o duplo 3-3 e é o único spinner. O último jogador acabou de marcar 25 pontos

Muggins, às vezes também chamado de All Fives (Todos os Cincos), e conhecido no Brasil como Ponta de Cinco, é um jogo de dominó. Embora seja adequado para até quatro jogadores, o Muggins é descrito por John McLeod como "um jogo bom e rápido para dois jogadores".
Muggins faz parte da família Fives de jogos de dominó, cujos nomes variam de acordo com o número de spinners em jogo. Um spinner é um duplo que pode ser aberto nas 4 direções (ao invés das comumente 2 direções). O Muggins é o jogo sem spinner, o Sniff e o moderno All Fives têm um único spinner e, no Five Up, todos os duplos são spinners. No entanto, historicamente Fives ou All Fives foi o antecessor da família e não tinha spinners.  
Muggins é caracterizado por seu sistema de pontuação de 'cinco', a 'regra muggins' e o fato de que não há spinner. Os objetivos do jogo são de fazer dominó (bater), ou seja, ser o primeiro a terminar as pedras da mão, e, durante o jogo, marcar pontos jogando pedras que façam com que a soma do números nas pontas abertas das pedras nas duas extremidades do jogo sejam iguais a um múltiplo de 5.

## História
O dominó foi introduzido na Inglaterra pela França no final do século XVIII, sendo suas primeiras formas de jogo Dominó Tradicional sem compra (Block Game) e o Dominó Tradicional com compra (Draw Game).  As regras para esses jogos foram reimpressas, praticamente inalteradas, por mais de meio século.  Em 1863, um novo jogo diversamente descrito como All Fives, Fives ou Dominó Cribbage apareceu pela primeira vez em fontes inglesas e americanas. Este jogo emprestou os recursos de contagem e pontuação do jogo de cartas Cribbage, mas usando a soma 5 no dominó, em vez da soma 15 das cartas, se tornou a unidade de pontuação básica, valendo 1 ponto de jogo. O jogo era jogado até 31 pontos e usava um tabuleiro de Cribbage para marcar o placar.  
No ano seguinte, as regras de um jogo chamado Muggins foram publicadas pela primeira vez no The American Hoyle .  O tabuleiro de Cribbage caiu em desuso, 5 pontos marcaram 5 pontos e o jogo agora era até 200 pontos para dois jogadores e 150 pontos para três ou quatro. Apesar do nome, que é o mesmo que um termo usado no Cribbage para desafiar um jogador que falha em declarar suas combinações de pontuação, nenhuma 'regra muggins' foi mencionada. Esta omissão foi retificada na edição de 1868 de The Modern Pocket Hoyle,  mas reimpressões de ambos os conjuntos de regras continuaram a ser produzidas em paralelo por cerca de 20 anos antes que a versão com a regra muggins prevalecesse. Por volta de 1871, entretanto, os nomes de All Fives e Muggins, tornaram-se confundidos e muitas publicações emitiram regras para Muggins ou All Fives ou Muggins ou Fives sem fazer qualquer distinção entre os dois jogos. Essa confusão continua até os dias atuais com algumas publicações comparando os nomes e outras descrevendo All Fives como um jogo separado. Algumas descrições modernas do All Fives são bastante diferentes da original, tendo perdido muito do seu estilo Cribbage e incorporando um único spinner, tornando-o idêntico, ou muito parecido, ao Sniff.  A maioria dos conjuntos de regras publicados para Muggins inclui a regra que dá ao jogo seu nome, mas algumas publicações modernas a omitem, embora a regra Muggins tenha sido descrita como a característica única deste jogo. 
No final do século XIX, uma nova variante apareceu na qual o primeiro duplo a ser jogado se tornou um spinner que era aberto nas quatro direções.  Em 1904, este jogo foi chamado de Sniff e o nome pegou.  Em meados do século XIX, outra variante da família Fives, Five Up ou Five-Up, foi criada na região de São Francisco nos Estados Unidos que estendeu o papel do spinner a cada duplo jogado.

## Pontuação
Os pontos são ganhos quando um jogador joga uma pedra cujo resultado da contagem (a soma de todas as pontas abertas) seja um múltiplo de 5. Os pontos ganhos são iguais à soma das pontas. Portanto, se no decorrer do jogo um jogador joga uma pedra que faz as pontas somem 10, 15 ou 20, o jogador marca esse mesmo número em pontos. As duas pontas em um duplo cruzado são incluídas na contagem até que ambos os lados sejam usados para conectar outra pedra.

## Jogo
Cada jogador compra 5 pedras quando jogado com quatro ou mais jogadores, ou 7 quando jogado com dois ou três. O restante é colocado de lado para formar o cemitério. A jogada inicial é determinada por quem segurar o maior duplo ou pedra; em ambos os casos, essa pedra é jogada primeiro. Se a primeira pedra for 6–4, 5–5, 5–0, 4–1 ou 3–2, a contagem inicial das extremidades é divisível por 5 e, portanto, o jogador marca ponto. Os jogadores, na sua vez, colocam uma pedra correspondente em uma das extremidades. Os duplos são jogados transversalmente e as pedras simples são jogadas lateralmente. Cada jogador deve jogar se estiver segurando uma pedra que corresponda a uma extremidade. Um jogador que não pode jogar deve comprar até obter uma pedra jogável ou até que o cemitério se esgote.
A regra muggins, que dá nome ao jogo, é que um jogador deve sempre anunciar a contagem ao jogar uma pedra que pontue na soma um múltiplo de 5; se ele não fizer e um oponente falar "Muggins!", a pontuação será perdida. A maioria dos relatos das regras declara a necessidade de anunciar a contagem, mas nem todas mencionam que o oponente pode falar "Muggins!" ou que os pontos são perdidos. Algumas regras permitem que o oponente reivindique os pontos para si se outro errar.
O jogador que bater ganha pontos adicionais com base no valor das pedras ainda nas mãos dos outros jogadores, que é marcado contando todos as pontas desses dominós. A mão de cada oponente é arredondada para o múltiplo de 5 mais próximo; por exemplo, o vencedor marca 25 se um adversário tem 27 na mão e 30 se outro tiver 28 pontos. Esses pontos são somados e atribuídos ao vencedor. Se todos os jogadores estiverem bloqueados no jogo, a mão com menor pontuação vence, ainda ganhando pontos com base nas pedras nas mãos dos oponentes, geralmente subtraindo a contagem das pedras do vencedor do total.

## Variações
Todas as primeiras versões do Muggins eram jogadas com um dominó duplo-seis. As variantes modernas diferem no número de pedras usadas inicialmente, o uso de conjuntos de duplo-seis, duplo-nove, duplo-doze ou duplo-quinze, onde a pedra inicial deve ser um duplo. As regras modernas às vezes admitem a característica do primeiro duplo se tornar o único spinner, mas essa variante é mais comumente conhecida como Sniff .
Uma variação comum é chamada batida (knocking); quando um jogador não pode jogar uma pedra, ele tem a opção de "bater"; com isso se pula o jogador seguinte. Se o jogador após o jogador pulado puder pontuar, ele deve fazê-lo e o jogo continua normalmente. Se ele não puder, mesmo que possa jogar outra pedra, então este jogador que bate e o jogo reverte para o jogador que bateu primeiro, que deve comprar até encontrar uma pedra jogável, e então o jogador que tinha sido pulado pode jogar. Isso é comum no jogo disputado entre 2 duplas por 4 jogadores; um jogador que bate, portanto, transfere a jogada para o seu parceiro, que pode ser capaz de pontuar. É considerado trapaça um dos parceiros sinalizar ao outro que deve bater. 

## Jogos relacionados

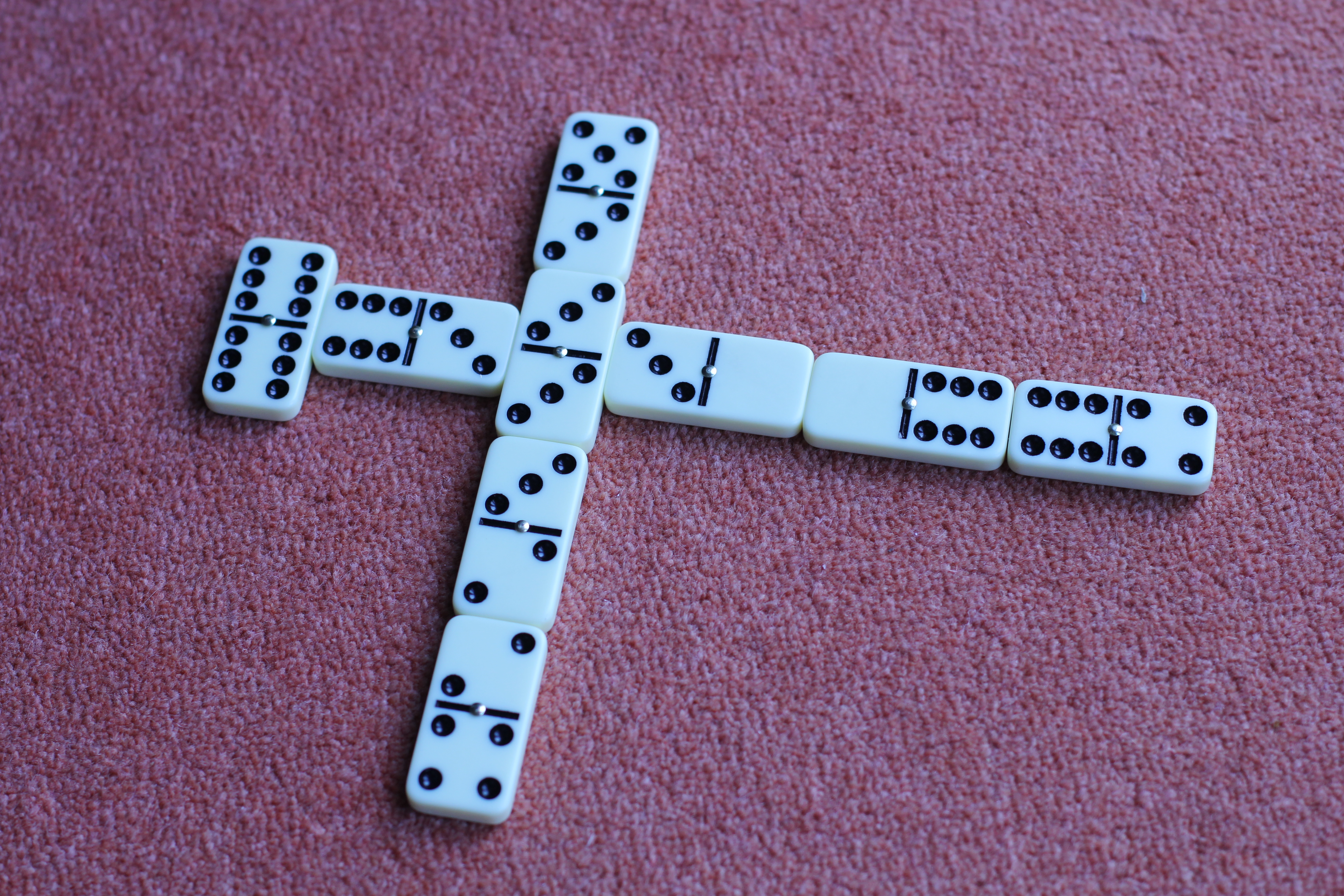
Um jogo de Sniff em andamento. O sniff é o duplo 3-3 e é o único spinner. O último jogador acabou de marcar 25 pontos

O All Fives original, também conhecido como Cribbage Dominoes ou simplesmente como Fives, foi descrito em 1863 e foi um precursor do Muggins. Era jogado com um conjunto de dominó duplo-seis, embora uma descrição use dominó duplo-nove, e os jogadores marcavam 1 ponto de jogo para cada 5 na soma das pontas das pedras, bem como 1 ou 5 pontos para a vitória. A pontuação usava um tabuleiro de Cribbage. Foi registrado em 1981.  Existem pelo menos duas versões modernas do All Fives que são bastante diferentes uma da outra e do clássico All Fives. Um deles é um jogo com um único spinner como o Sniff, exceto que o spinner só pode ser colocado transversalmente e não conta enquanto ambos as pontas não tiverem sido jogadas. Normalmente, apenas 5 pedras são distribuídas para cada jogador, mesmo com 2 jogadores. O segundo jogo não tem spinner e é essencialmente uma versão Tiddly-Wink do Fives, na qual os jogadores podem jogar uma segunda peça depois de jogar qualquer duplo ou pontuarem. No entanto, eles não podem bater jogando essa pedra. 
Sniff é o Muggins, geralmente sem a regra muggins, mas com um único spinner, conhecido como sniff . O primeiro duplo jogado automaticamente se torna o sniff e pode ser jogado nas 4 direções. As regras variam quanto a se a primeira pedra na mesa deve ser um duplo e, portanto, o sniff; se o sniff pode ser colocado horizontalmente, verticalmente ou ambos; se as pontas de uma sniff transversal continuam a marcar antes de serem cobertas por uma pedra correspondente; ou se os braços de uma ramificação transversal podem ser estendidos por uma ou mais pedras. Quando o jogo apareceu pela primeira vez, por volta de 1900, a regra era simples: o sniff era jogado transversalmente; qualquer ponta aberta ainda contava e não havia limite para o comprimento dos braços. Por convenção, o sniff deve ter pedras conectadas em ambos os seus lados antes que as pontas possam ser jogadas ou, se jogado em linha, deve ser jogado em ambos as pontas antes que os lados possam ser jogados. Só então ele se torna um spinner.
All Threes (Todos os Três) é jogado da mesma maneira que o Muggins, exceto que os pontos são ganhos para múltiplos de 3.
Fives and Threes (Cincos e Três) surgiu no início do século XX e hoje é um jogo popular de pub na Grã-Bretanha. É semelhante ao Muggins e o All Threes, mas os pontos são marcados para múltiplos de 5 e múltiplos de 3 nas pontas abertas. Múltiplos de 5 e múltiplos de 3 valem 1 ponto cada. No entanto, eles podem ser pontuados em combinação. Se o jogador A joga 6–5 e o jogador B 6–1, então o jogador B marca 2 pontos porque 5 e 1 somam 6 (dois 3). O jogador A então joga o 1-5 e ganha 2 pontos porque 5 e 5 somam 10 (dois 5s). Se o Jogador B então joga o duplo 5-5, o jogador B marca 8 pontos, 5 para cinco 3s e 3 para três 5s. Fives and Threes às vezes é jogado com um spinner. Os jogos geralmente são jogados até 31, 61 ou 121 pontos usando um tabuleiro de Cribbage para marcar a pontuação.
Primes (Primos) é jogado de forma semelhante ao Fives e Threes, exceto que se pontua quando são formados números primos. Isso geralmente mantém os jogos mais competitivos. Para a pontuação de bônus no final da mão, o jogador que terminou a mão recebe pontos iguais à pedra com mais pontuação nas mãos dos adversários, arredondados para o número primo mais próximo.
Five Up ou Five-Up (EUA) é um desenvolvimento posterior do Sniff que estabelece cada duplo como um spinner. Foi inventado em meados do século XIX na área de São Francisco.